# Rejnok ostnatý
Rejnok ostnatý (Raja clavata) je paryba z řádu rejnoků pravých. Je nejčastějším druhem rejnokovitých v Evropě.

## Popis

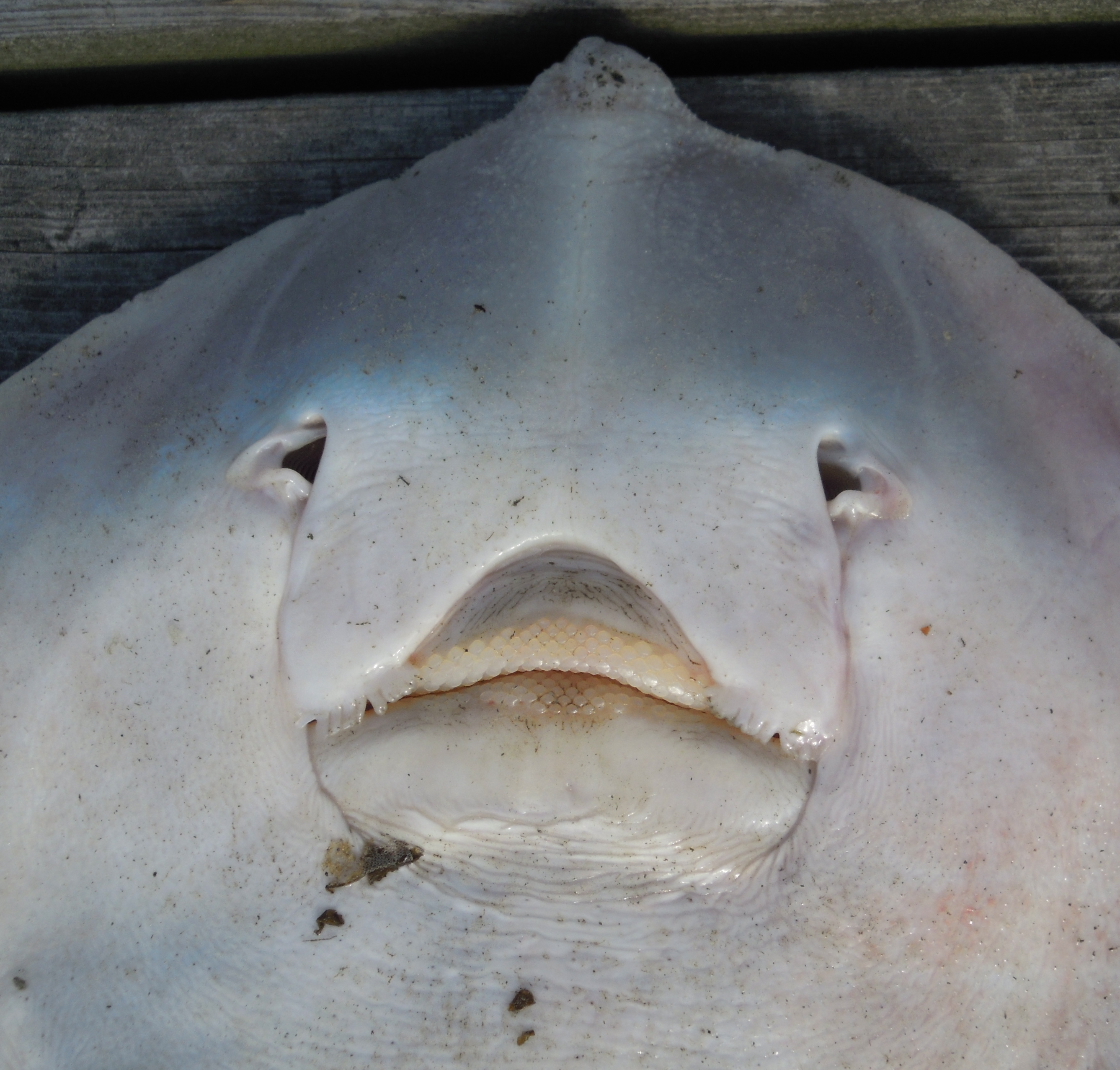
Rejnok ostnatý (Raja clavata)

Hřbetní strana je hnědošedá v různých odstínech, s tmavými skvrnami a světlými tečkami. Břišní strana těla je světle šedá. Hrudní ploutve se táhnou od rypce po obou stranách těla až k ocasu. Samičky i samci mají na hřbetě trny.
Žije na dně moří s lehce písčitým až bahnitým dnem od 20 metrů hloubky. Lze se s nimi setkat na mělčinách a v ústí řek.
Období rozmnožování je obvykle v jarních měsících kdy rejnoci jsou nejaktivnější. K oplodnění dochází v těle samice, samec se pevně přidrží samice. Samice za rok vyprodukuje až 150 vajec umístěných v pouzdru. Samice rejnoka dorůstají do 120 cm, ale samci jen 80 cm.
Rejnoci se živí kraby, krevetami, malými rybami, škeblemi a jedí dokonce i různé druhy korýšů.